# Funimation
Funimation Global Group, LLC là một công ty giải trí Hoa Kỳ, chuyên phân phối và lồng tiếng các phương tiện truyền thông Đông Á, thường là hoạt hình Nhật Bản. Công ty được thành lập vào năm 1994 bởi Fukunaga Gen và trở thành một chi nhánh của Navarre Corporation vào ngày 11 tháng 5 năm 2005. Tháng 4 năm 2011, Navarre đã bán Funimation cho một nhóm các nhà đầu tư bao gồm Fukunaga với giá 24 triệu $. Có suy đoán rằng Funiimation đã được bán với chi phí thấp như vậy (so với số tiền mà Navarre mua lại nó: gần 100 triệu USD tiền mặt và 15 triệu cổ phần vào năm 2005) bởi vì Navarre muốn tiếp tục phân phối hàng hóa liên quan đến các sản phẩm, nhưng không tiếp tục xuất bản. Funimation sản xuất, buôn bán và phân phối anime của Nhật Bản và các loại hình giải trí khác ở Hoa Kỳ ra thị trường quốc tế. Công ty đặt trụ sở tại Flower Mound, Texas. Vào tháng 8 năm 2021, Funimation thông báo mua lại dịch vụ stream anime Crunchyroll.

## Lịch sử